# Зак Брафф
Захарі Ізраель «Зак» Брафф (англ. Zachary Israel "Zach" Braff) — американський актор, режисер, сценарист і продюсер. Популярність йому принесла роль лікаря Джона «Джей Ді» Доріана у комедійному серіалі «Клініка».

## Біографія
Зак Брафф народився 6 квітня 1975 року в поселенні Саус Орендж, штат Нью-Джерсі, США, в юдейській родині юриста Гела Браффа та клінічного психолога Енн Бродзінські. Вони розлучилися коли майбутній актор був ще дитиною. Зак — молодша дитина в родині. У нього є брати Джошуа і Адам Джей, які працюють сценаристами на телебаченні, і сестра-модельєр. Брафф мріяв стати актором ще з дитинства. У віці десяти років йому був поставлений діагноз обсесивно-компульсивний розлад.

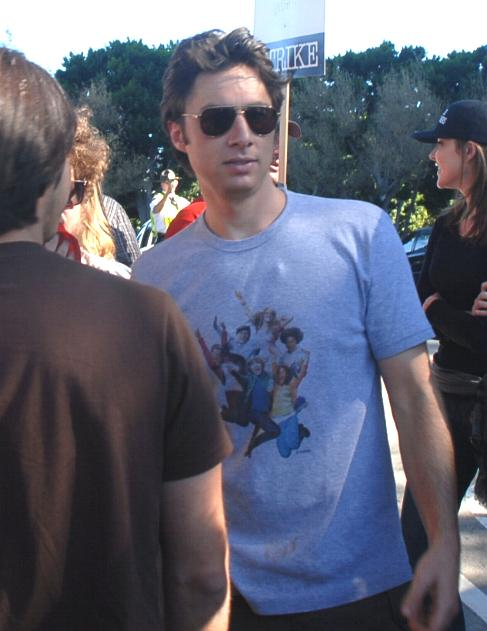
Зак Брафф, 2007 рік

Брафф закінчив школу в Меплвуді, Нью-Джерсі, і вступив до Північно-західного університету. Там він отримав ступінь бакалавра мистецтв у сфері кінематографу.
Перші свої ролі Зак зіграв у п'єсах «Дванадцята ніч» та «Макбет». У той самий час він узяв участь у зйомках фільму «Загадкове вбивство у Манхеттені» (1993) Вуді Аллена і брав участь у зйомці дитячого шоу «Клуб няньок».
2001 року Зак Брафф отримав роль лікаря Джона «Джей Ді» Доріана у телесеріалі «Клініка». За цю роль він тричі був номінований на «Золотий глобус» та одного разу на «Еммі». Також він виступив режисером кількох серіях телесеріалу. Зйомки «Клініки» були завершені 2010 року.
Окрім ролі у «Клініці» Брафф знявся у таких фільмах, як «Країна садів» (2004), «Прощальний поцілунок» та «Екс-коханець» (обидва — 2006), пробував себе у ролі продюсера і режисера.
У 2010 році Зак знявся в канадській інді-драмі «Висока ціна життя». Через рік його запросили знятися в серіалі «Колишні» як запрошену зірку, де також грав найкращий друг Зака по серіалу «Клініка» Дональд Фейсон.
У 2012 році знявся в драмі «Колір часу».
Зак також брав участь в озвучуванні головного персонажа мультфільму «Курча Ціпа» (2004) і серії відеоігор Kingdom Hearts, а також озвучив мавпочку Фінлі у фільмі «Оз: Великий та Могутній» (2013).
2018 року відбулася світова прем'єра ситкому «Стартап», у якому Брафф виконав головну роль. Серіал закрили після першого сезону, а критики зазначали, що «творці серіалу упустили можливість створити цікавий сценарій і кинули талановитого Зака Браффа в безодню нерозкритого потенціалу».
2020 року зіграв у кримінальній комедії «Афера по-голлівудськи» разом із Робертом Де Ніро, Томмі Лі Джонсом, Морганом Фріменом і Емілем Гіршем.

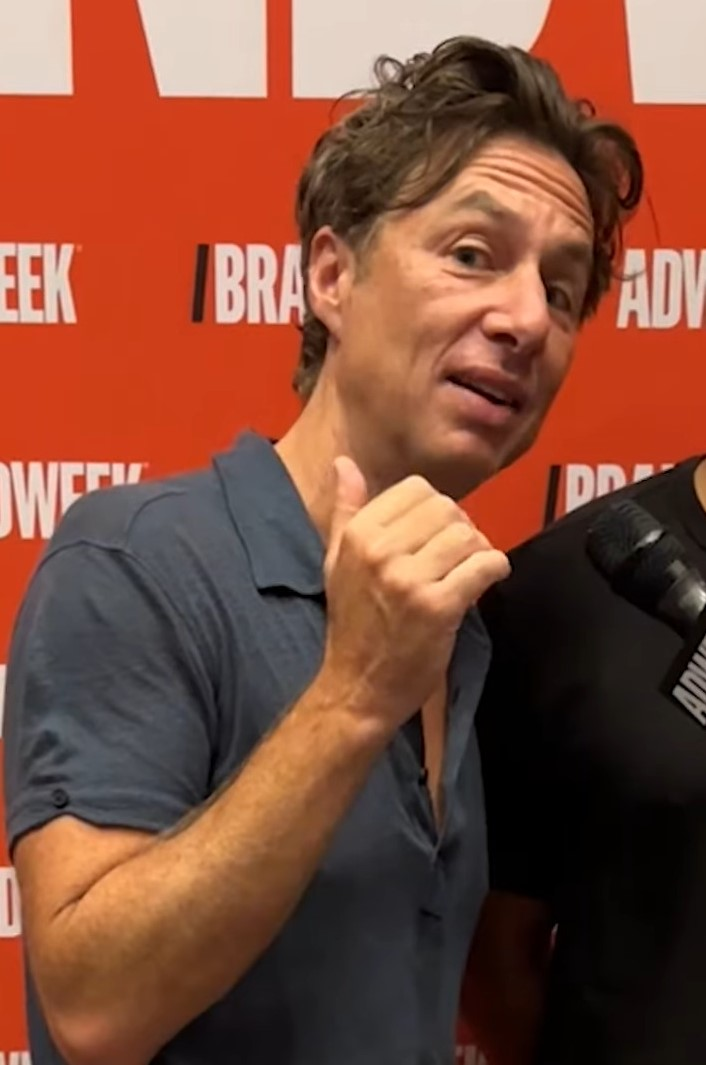
Брафф у 2023 році

Також продовжував кар'єру режисера: у 2013 році Зак запустив кампанію на Кікстартері зі збору 2 млн доларів для свого фільму — «Хотів би я бути тут», у 2017 році зняв фільм «Красиво піти», а у 2023 — «Гарна людина».

## Особисте життя
У 2004—2006 роках зустрічався зі співачкою і актрисою Менді Мур. У 2007 році мав стосунки з актрисою Ширі Епплбі. У 2009—2014 роках був у стосунках із моделлю Тейлор Беглі. У 2018 році познайомився з англійською актрисою Флоренс П'ю. У квітні 2019 року пара підтвердила свої стосунки, але 2022 року Флоренс заявила про розставання, також повідомивши, що вони залишаються близькими друзями.

## Фільмографія

### Ролі у кіно
| Рік  | Фільм                                     | Роль                                              |
| ---- | ----------------------------------------- | ------------------------------------------------- |
| 1993 | Загадкове вбивство у Манхеттені           | Нік Ліптон                                        |
| 1999 | Пізнаючи тебе                             | Веслі                                             |
| 2000 | Ендсвіль                                  | Дін                                               |
| 2000 | Блакитний місяць                          | Фред                                              |
| 2000 | Клуб розбитих сердець: Романтична комедія | Бенджі                                            |
| 2002 | Різдвяне кіно про маппетів                | Джон «Джей Ді» Доріан                             |
| 2004 | Країна садів                              | Ендрю Ларджмен                                    |
| 2005 | Курча Ципа                                | Курча Ципа (голос)                                |
| 2006 | Прощальний поцілунок                      | Майкл                                             |
| 2006 | Гонитва за щастям                         | Працівник у Homeless Shelter                      |
| 2007 | Екс-Коханець                              | Том Райлі                                         |
| 2011 | Висока ціна життя                         | Генрі                                             |
| 2011 | Відчинені серця                           | невідома                                          |
| 2013 | Оз: Великий та Могутній                   | цирковий асистент Оза Френк / літаюча мавпа Фінлі |
| 2020 | Афера по-голлівудськи                     | Волтер Крісон                                     |
| 2022 | Гуртом дешевше                            | Пол Бейкер                                        |
| 2022 | Місячний постріл                          | Леон Кові                                         |

### Ролі на телебаченні
| Рік       | Шоу                       | Роль                                 |
| --------- | ------------------------- | ------------------------------------ |
| 1993      | Клуб няньок               | Девід Каммінгс (1 епізод)            |
| 1994      | Особливі канікули з CBS   | Тоні/Теммі (1 епізод)                |
| 2001–2010 | Клініка                   | Джон «Джей Ді» Доріан (175 епізодів) |
| 2002      | Школа клонів              | Пол Ревер/X-Stream Майк (2 епізоди)  |
| 2005–2006 | Уповільнювальний розвиток | Філіпп Літт (2 епізоди)              |
| 2009      | Клініка: Інтерни          | Джон «Джей Ді» Доріан (1 епізод)     |

### Режисер та сценарист
| Рік       | Фільм                |
| --------- | -------------------- |
| 1997      | Неділя з Ліонелем    |
| 2004      | Країна садів         |
| 2004–2009 | Клініка (7 епізодів) |
| 2008      | Нічне життя          |
| 2011      | Відчинені серця      |
| 2023      | Гарна людина         |